# Frullania shanensis
Frullania shanensis là một loài Rêu trong họ Jubulaceae. Loài này được Svihla mô tả khoa học đầu tiên năm 1957.